# Чемпионат Франции по футболу
Лига 1 (фр. Ligue 1, французское произношение: [liɡ œ̃]) или чемпиона́т Фра́нции по футбо́лу (фр. Le championnat de France de football) — профессиональная футбольная лига, высший дивизион системы футбольных лиг Франции. В этом соревновании участвуют 18 клубов. После каждого сезона клубы, занявшие два последних места, вылетают напрямую в Лигу 2, их места занимают первое и второе места Лиги 2, а 16-е место играет стыковые матчи с третьим местом Лиги 2. Лигу 1 спонсирует американская компания McDonald’s, официальное название турнира — Лига 1 McDonald’s (фр. Ligue 1 McDonald’s).
Первый чемпионат Франции был проведён в сезоне 1932/33 и назывался «Национальный чемпионат», с 1933 по 2002 год имел название «Дивизион 1», а в 2002 году этот турнир был переименован в «Лигу 1». Матчи Лиги 1 проходят с августа по май. Клубы играют по круговой системе, проводя по две игры с каждой из команд, из-за чего все клубы принимают участие в 34 матчах в течение одного сезона. Большинство игр проводится по субботам и воскресеньям. В последние выходные перед Рождеством Лига 1 регулярно приостанавливает проведение матчей на две недели. Чемпионат Франции занимает в таблице коэффициентов УЕФА пятое место, выше Лиги 1 расположены чемпионаты Англии, Испании, Италии и Германии (по состоянию на 2025 год).
«Олимпик Лион» выигрывал наибольшее количество чемпионских титулов подряд — семь (в период с 2002 по 2008 год). «Олимпик Марсель» в сумме провёл 71 сезон в чемпионате Франции, что является рекордом, в то время как «Пари Сен-Жермен» не выбывал в Лигу 2 48 сезонов подряд (с 1974 года по настоящее время).
Действующий чемпион Лиги 1 — «Пари Сен-Жермен», завоевавший свой 13-й и четвёртый подряд титул в сезоне 2024/25.

## История
Профессиональный футбол не существовал во Франции до 1930 года. В июле 1930 Национальный совет Федерации футбола проголосовал (128 — 20) за профессионализацию французского футбола. Основателями профессионального футбола во Франции являются Жорж Беру, Эмманюэль Гамбарделла и Габриэль Ано.
Для успешного создания профессиональной лиги, Федерация футбола Франции отобрала 20 клубов, которые должны отвечать следующим критериям для участия в соревновании:
- клуб должен иметь положительные результаты в прошлом;
- клуб должен приносить доходы (например от продажи билетов);
- клуб должен набирать по крайней мере 8 игроков в профессиональном статусе.

Многие клубы отказались вступать в профессиональную лигу из-за несогласия с субъективными критериями (например, «Страсбур», «Амьен», «Стад Франсе»), другие — опасались банкротства («Ренн») или конфликта интересов («Олимпик Лилль»).
С другой стороны, клубы юга Франции («Олимпик Марсель», «Монпелье», «Ним», «Канн», «Антиб» и «Ницца») активно поддержали создание лиги и согласились принять профессиональный статус.

## Формат соревнования
Лига 1 включает в себя 18 клубов. В течение сезона, как правило с августа по май, каждый клуб играет дважды с соперником: один раз дома, другой — на стадионе соперника. В общем счёте каждая команда играет 34 матча (как правило, 17 матчей дома и 17 — в гостях).
За каждую победу команда получает 3 очка, за ничью — одно очко и в случае проигрыша очки не присваиваются. Рейтинг команд составляется на основе следующих критериев: общее количество очков, разница голов, количество забитых голов.
В конце каждого сезона клуб с наибольшим количеством очков становится чемпионом. В случае одинакового количества очков победителя определяют по разнице голов, а затем и общему количеству забитых мячей. Две команды с самыми низкими результатами переводятся в Лигу 2, а два лучших клуба Лиги 2 продвигаются в Лигу 1.
Третья с конца команда Лиги 1 отстаивает своё право остаться в элитном дивизионе с третьей командой Лиги 2 в двухматчевом противостоянии.

### Квалификация в еврокубки
По итогам очередного чемпионата в соответствии с позицией в таблице коэффициентов УЕФА на 2025 год (5-е место), в еврокубковые соревнования на следующий сезон квалифицируются следующие команды:
- клуб-чемпион, команда, занявшая 2-е место, и команда, занявшая 3-е место, квалифицируются в общий этап Лиги чемпионов;
- команда, занявшая 4-е место, участвует в Лиге чемпионов с 3-го квалификационного раунда;
- команда, занявшая 5-е место и клуб-облатадель Кубка Франции квалифицируются в общий этап Лиги Европы, но если обладатель Кубка ранее квалифировался в Лигу чемпионов или Лигу Европы, то команда занявшая 6-е место квалифицируется в общий этап Лиги Европы;
- команда, занявшая 6-е место, стартует с квалификационного раунда плей-офф Лиги конференций, но если обладатель Кубка Франции финишировал на 6-м месте и выше то команда, занявшая 7-е место стартует с квалификационного раунда плей-офф.

### Позиция в таблице коэффициентов УЕФА
По состоянию на 9 августа 2022 года
| Место | Место | Место | Федерация (Ч: Чемпионат, К: Кубок, КЛ: Кубок лиги) | Коэффициент | Коэффициент | Коэффициент | Коэффициент | Коэффициент | Коэффициент | Команд сейчас |
| 2023  | 2022  | Изм.  | Федерация (Ч: Чемпионат, К: Кубок, КЛ: Кубок лиги) | 2018/19     | 2019/20     | 2020/21     | 2021/22     | 2022/23     | Всего       | Команд сейчас |
| ----- | ----- | ----- | -------------------------------------------------- | ----------- | ----------- | ----------- | ----------- | ----------- | ----------- | ------------- |
| 3     | 4     | +1    | Германия (Ч, К)                                    | 15,214      | 18,714      | 15,214      | 16,214      | 2,500       | 67,856      | 8/8           |
| 4     | 3     | −1    | Италия (Ч, К)                                      | 12,642      | 14,928      | 16,285      | 15,714      | 2,285       | 61,854      | 7/7           |
| 5     | 5     | ▬     | Франция (Ч, К)                                     | 10,583      | 11,666      | 7,916       | 18,416      | 1,416       | 49,997      | 6/6           |
| 6     | 7     | +1    | Нидерланды (Ч, К)                                  | 8,600       | 9,400       | 9,200       | 19,200      | 1,700       | 48,100      | 5/5           |
| 7     | 6     | −1    | Португалия (Ч, К)                                  | 10,900      | 10,300      | 9,600       | 12,916      | 2,000       | 45,716      | 6/6           |

## Участники Лиги 1 всезоне 2025/26
- Анже
- Брест
- Гавр
- Ланс
- Лилль
- Лорьян
- Олимпик Лион
- Олимпик Марсель
- Осер
- Мец
- Монако
- Нант
- Ницца
- Пари Сен-Жермен
- Париж
- Ренн
- Страсбур
- Тулуза

## Призёры

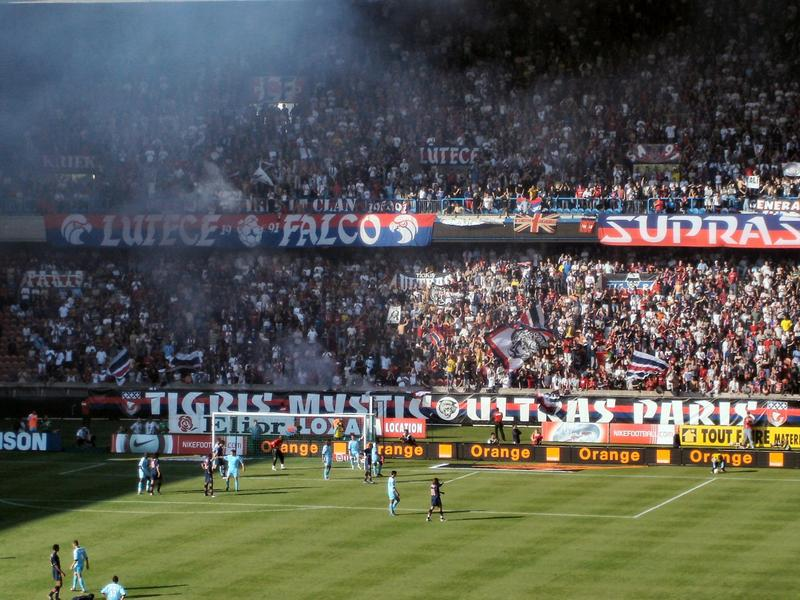
На матче Лиги 1 «Пари Сен-Жермен» — «Канн»

| Сезон                                                                                | Чемпион             | 2-е место         | 3-е место         |
| ------------------------------------------------------------------------------------ | ------------------- | ----------------- | ----------------- |
| 2024/25                                                                              | «Пари Сен-Жермен»   | «Олимпик Марсель» | «Монако»          |
| 2023/24                                                                              | «Пари Сен-Жермен»   | «Монако»          | «Брест»           |
| 2022/23                                                                              | «Пари Сен-Жермен»   | «Ланс»            | «Олимпик Марсель» |
| 2021/22                                                                              | «Пари Сен-Жермен»   | «Олимпик Марсель» | «Монако»          |
| 2020/21                                                                              | «Лилль»             | «Пари Сен-Жермен» | «Монако»          |
| 2019/20                                                                              | «Пари Сен-Жермен»   | «Олимпик Марсель» | «Ренн»            |
| 2018/19                                                                              | «Пари Сен-Жермен»   | «Лилль»           | «Олимпик Лион»    |
| 2017/18                                                                              | «Пари Сен-Жермен»   | «Монако»          | «Олимпик Лион»    |
| 2016/17                                                                              | «Монако»            | «Пари Сен-Жермен» | «Ницца»           |
| 2015/16                                                                              | «Пари Сен-Жермен»   | «Олимпик Лион»    | «Монако»          |
| 2014/15                                                                              | «Пари Сен-Жермен»   | «Олимпик Лион»    | «Монако»          |
| 2013/14                                                                              | «Пари Сен-Жермен»   | «Монако»          | «Лилль»           |
| 2012/13                                                                              | «Пари Сен-Жермен»   | «Олимпик Марсель» | «Олимпик Лион»    |
| 2011/12                                                                              | «Монпелье»          | «Пари Сен-Жермен» | «Лилль»           |
| 2010/11                                                                              | «Лилль»             | «Олимпик Марсель» | «Олимпик Лион»    |
| 2009/10                                                                              | «Олимпик Марсель»   | «Олимпик Лион»    | «Осер»            |
| 2008/09                                                                              | «Бордо»             | «Олимпик Марсель» | «Олимпик Лион»    |
| 2007/08                                                                              | «Олимпик Лион»      | «Бордо»           | «Олимпик Марсель» |
| 2006/07                                                                              | «Олимпик Лион»      | «Олимпик Марсель» | «Тулуза»          |
| 2005/06                                                                              | «Олимпик Лион»      | «Бордо»           | «Лилль»           |
| 2004/05                                                                              | «Олимпик Лион»      | «Лилль»           | «Монако»          |
| 2003/04                                                                              | «Олимпик Лион»      | «Пари Сен-Жермен» | «Монако»          |
| 2002/03                                                                              | «Олимпик Лион»      | «Монако»          | «Олимпик Марсель» |
| 2001/02                                                                              | «Олимпик Лион»      | «Ланс»            | «Осер»            |
| 2000/01                                                                              | «Нант»              | «Олимпик Лион»    | «Лилль»           |
| 1999/00                                                                              | «Монако»            | «Пари Сен-Жермен» | «Олимпик Лион»    |
| 1998/99                                                                              | «Бордо»             | «Олимпик Марсель» | «Олимпик Лион»    |
| 1997/98                                                                              | «Ланс»              | «Мец»             | «Монако»          |
| 1996/97                                                                              | «Монако»            | «Пари Сен-Жермен» | «Нант»            |
| 1995/96                                                                              | «Осер»              | «Пари Сен-Жермен» | «Монако»          |
| 1994/95                                                                              | «Нант»              | «Олимпик Лион»    | «Пари Сен-Жермен» |
| 1993/94                                                                              | «Пари Сен-Жермен»   | «Олимпик Марсель» | «Осер»            |
| 1992/93                                                                              | «Олимпик Марсель»** | «Пари Сен-Жермен» | «Монако»          |
| 1991/92                                                                              | «Олимпик Марсель»   | «Монако»          | «Пари Сен-Жермен» |
| 1990/91                                                                              | «Олимпик Марсель»   | «Монако»          | «Осер»            |
| 1989/90                                                                              | «Олимпик Марсель»   | «Бордо»           | «Монако»          |
| 1988/89                                                                              | «Олимпик Марсель»   | «Пари Сен-Жермен» | «Монако»          |
| 1987/88                                                                              | «Монако»            | «Бордо»           | «Монпелье»        |
| 1986/87                                                                              | «Бордо»             | «Олимпик Марсель» | «Тулуза»          |
| 1985/86                                                                              | «Пари Сен-Жермен»   | «Нант»            | «Бордо»           |
| 1984/85                                                                              | «Бордо»             | «Нант»            | «Монако»          |
| 1983/84                                                                              | «Бордо»             | «Монако»          | «Осер»            |
| 1982/83                                                                              | «Нант»              | «Бордо»           | «Пари Сен-Жермен» |
| 1981/82                                                                              | «Монако»            | «Сент-Этьен»      | «Сошо»            |
| 1980/81                                                                              | «Сент-Этьен»        | «Нант»            | «Бордо»           |
| 1979/80                                                                              | «Нант»              | «Сошо»            | «Сент-Этьен»      |
| 1978/79                                                                              | «Страсбур»          | «Нант»            | «Сент-Этьен»      |
| 1977/78                                                                              | «Монако»            | «Нант»            | «Страсбур»        |
| 1976/77                                                                              | «Нант»              | «Ланс»            | «Бастия»          |
| 1975/76                                                                              | «Сент-Этьен»        | «Ницца»           | «Сошо»            |
| 1974/75                                                                              | «Сент-Этьен»        | «Олимпик Марсель» | «Олимпик Лион»    |
| 1973/74                                                                              | «Сент-Этьен»        | «Нант»            | «Олимпик Лион»    |
| 1972/73                                                                              | «Нант»              | «Ницца»           | «Олимпик Марсель» |
| 1971/72                                                                              | «Олимпик Марсель»   | «Ним Олимпик»     | «Сошо»            |
| 1970/71                                                                              | «Олимпик Марсель»   | «Сент-Этьен»      | «Нант»            |
| 1969/70                                                                              | «Сент-Этьен»        | «Олимпик Марсель» | «Седан»           |
| 1968/69                                                                              | «Сент-Этьен»        | «Бордо»           | «Мец»             |
| 1967/68                                                                              | «Сент-Этьен»        | «Ницца»           | «Сошо»            |
| 1966/67                                                                              | «Сент-Этьен»        | «Нант»            | «Анже»            |
| 1965/66                                                                              | «Нант»              | «Бордо»           | Валансьен         |
| 1964/65                                                                              | «Нант»              | «Бордо»           | «Валансьен»       |
| 1963/64                                                                              | «Сент-Этьен»        | «Монако»          | «Ланс»            |
| 1962/63                                                                              | «Монако»            | «Реймс»           | «Седан»           |
| 1961/62                                                                              | «Реймс»             | «Расинг»          | «Ним Олимпик»     |
| 1960/61                                                                              | «Монако»            | «Расинг»          | «Реймс»           |
| 1959/60                                                                              | «Реймс»             | «Ним Олимпик»     | «Расинг»          |
| 1958/59                                                                              | «Ницца»             | «Ним Олимпик»     | «Расинг»          |
| 1957/58                                                                              | «Реймс»             | «Ним Олимпик»     | «Монако»          |
| 1956/57                                                                              | «Сент-Этьен»        | «Ланс»            | «Реймс»           |
| 1955/56                                                                              | «Ницца»             | «Ланс»            | «Монако»          |
| 1954/55                                                                              | «Реймс»             | «Тулуза»          | «Ланс»            |
| 1953/54                                                                              | «Лилль»             | «Реймс»           | «Бордо»           |
| 1952/53                                                                              | «Реймс»             | «Сошо»            | «Бордо»           |
| 1951/52                                                                              | «Ницца»             | «Бордо»           | «Лилль»           |
| 1950/51                                                                              | «Ницца»             | «Лилль»           | «Гавр»            |
| 1949/50                                                                              | «Бордо»             | «Лилль»           | «Реймс»           |
| 1948/49                                                                              | «Реймс»             | «Лилль»           | «Олимпик Марсель» |
| 1947/48                                                                              | «Олимпик Марсель»   | «Лилль»           | «Реймс»           |
| 1946/47                                                                              | «Рубе-Туркуэн»      | «Реймс»           | «Страсбур»        |
| 1945/46                                                                              | «Лилль»             | «Сент-Этьен»      | «Рубе-Туркуэн»    |
| 1938/39                                                                              | «Сет»               | «Олимпик Марсель» | «Расинг»          |
| 1937/38                                                                              | «Сошо»              | «Олимпик Марсель» | «Сет»             |
| 1936/37                                                                              | «Олимпик Марсель»   | «Сошо»            | «Расинг»          |
| 1935/36                                                                              | «Расинг»            | «Олимпик Лилль»   | «Страсбур»        |
| 1934/35                                                                              | «Сошо»              | «Страсбур»        | «Расинг»          |
| 1933/34                                                                              | «Сет»               | «Фив Лилль»       | «Олимпик» Марсель |
| 1932/33*                                                                             | «Олимпик Лилль»     | «Канн»            |                   |
| * Игрался финал между победителями двух групп ** «Олимпик» лишён титула за коррупцию |                     |                   |                   |

### Достижения клубов
| Клуб              | Чемпион                                                                           | Вице-чемпион                                                                            | Бронзовый призёр                                                                              |
| ----------------- | --------------------------------------------------------------------------------- | --------------------------------------------------------------------------------------- | --------------------------------------------------------------------------------------------- |
| «Пари Сен-Жермен» | 13 (1986, 1994, 2013, 2014, 2015, 2016, 2018, 2019, 2020, 2022, 2023, 2024, 2025) | 9 (1989, 1993, 1996, 1997, 2000, 2004, 2012, 2017, 2021)                                | 3 (1983, 1992, 1995)                                                                          |
| «Сент-Этьен»      | 10 (1957, 1964, 1967, 1968, 1969, 1970, 1974, 1975, 1976, 1981)                   | 3 (1946, 1971, 1982)                                                                    | 2 (1979, 1980)                                                                                |
| «Олимпик Марсель» | 9 (1937, 1948, 1971, 1972, 1989, 1990, 1991, 1992, 2010)                          | 14 (1938, 1939, 1970, 1975, 1987, 1994, 1999, 2007, 2009, 2011, 2013, 2020, 2022, 2025) | 6 (1934, 1949, 1973, 2003, 2008, 2023)                                                        |
| «Монако»          | 8 (1961, 1963, 1978, 1982, 1988, 1997, 2000, 2017)                                | 8 (1964, 1984, 1991, 1992, 2003, 2014, 2018, 2024)                                      | 15 (1956, 1958, 1985, 1989, 1990, 1993, 1996, 1998, 2004, 2005, 2015, 2016, 2021, 2022, 2025) |
| «Нант»            | 8 (1965, 1966, 1973, 1977, 1980, 1983, 1995, 2001)                                | 7 (1967, 1974, 1978, 1979, 1981, 1985, 1986)                                            | 2 (1971, 1997)                                                                                |
| «Олимпик Лион»    | 7 (2002, 2003, 2004, 2005, 2006, 2007, 2008)                                      | 5 (1995, 2001, 2010, 2015, 2016)                                                        | 9 (1974, 1975, 1999, 2000, 2009, 2011, 2013, 2018, 2019)                                      |
| «Бордо»           | 6 (1950, 1984, 1985, 1987, 1999, 2009)                                            | 9 (1952, 1965, 1966, 1969, 1983, 1988, 1990, 2006, 2008)                                | 4 (1953, 1954, 1981, 1986)                                                                    |
| «Реймс»           | 6 (1949, 1953, 1955, 1958, 1960, 1962)                                            | 3 (1947, 1954, 1963)                                                                    | 4 (1948, 1950, 1957, 1961)                                                                    |
| «Лилль»           | 4 (1946, 1954, 2011, 2021)                                                        | 6 (1948, 1949, 1950, 1951, 2005, 2019)                                                  | 5 (1952, 2001, 2006, 2012, 2014)                                                              |
| «Ницца»           | 4 (1951, 1952, 1956, 1959)                                                        | 3 (1968, 1973, 1976)                                                                    | 1 (2017)                                                                                      |
| «Сошо»            | 2 (1935, 1938)                                                                    | 3 (1937, 1953, 1980)                                                                    | 4 (1968, 1972, 1976, 1982)                                                                    |
| «Сет»             | 2 (1934, 1939)                                                                    | -                                                                                       | 1 (1938)                                                                                      |
| «Ланс»            | 1 (1998)                                                                          | 5 (1956, 1957, 1977, 2002, 2023)                                                        | 2 (1955, 1964)                                                                                |
| «Расинг»          | 1 (1936)                                                                          | 2 (1961, 1962)                                                                          | 5 (1935, 1937, 1939, 1959, 1960)                                                              |
| «Страсбур»        | 1 (1979)                                                                          | 1 (1935)                                                                                | 3 (1936, 1947, 1978)                                                                          |
| «Олимпик Лилль»   | 1 (1933)                                                                          | 1 (1936)                                                                                | -                                                                                             |
| «Осер»            | 1 (1996)                                                                          | -                                                                                       | 5 (1984, 1991, 1994, 2002, 2010)                                                              |
| «Рубе-Туркуэн»    | 1 (1947)                                                                          | -                                                                                       | 1 (1946)                                                                                      |
| «Монпелье»        | 1 (2012)                                                                          | -                                                                                       | 1 (1988)                                                                                      |
| «Ним»             | -                                                                                 | 4 (1958, 1959, 1960, 1972)                                                              | 1 (1962)                                                                                      |
| «Мец»             | -                                                                                 | 1 (1998)                                                                                | 1 (1969)                                                                                      |
| «Канн»            | -                                                                                 | 1 (1933)                                                                                | -                                                                                             |
| «Фив»             | -                                                                                 | 1 (1934)                                                                                | -                                                                                             |
| «Тулуза»          | -                                                                                 | 1 (1955)                                                                                | 2 (1987, 2003)                                                                                |
| «Седан»           | -                                                                                 | -                                                                                       | 2 (1963, 1970)                                                                                |
| «Валансьен»       | -                                                                                 | -                                                                                       | 2 (1965, 1966)                                                                                |
| «Гавр»            | -                                                                                 | -                                                                                       | 1 (1951)                                                                                      |
| «Анже»            | -                                                                                 | -                                                                                       | 1 (1967)                                                                                      |
| «Бастия»          | -                                                                                 | -                                                                                       | 1 (1977)                                                                                      |
| «Ренн»            | -                                                                                 | -                                                                                       | 1 (2020)                                                                                      |
| «Брест»           | -                                                                                 | -                                                                                       | 1 (2024)                                                                                      |

## Индивидуальные рекордсмены
Рекордсмены по количеству игр, проведённых в Лиге 1.
|    | Игрок             | Период       | Клуб                                                            | Матчи |
| -- | ----------------- | ------------ | --------------------------------------------------------------- | ----- |
| 1  | Микаэль Ландро    | 1996—2014    | «Нант», «Пари Сен-Жермен», «Лилль», «Бастия»                    | 618   |
| 2  | Жан-Люк Эттори    | 1975—1994    | «Монако»                                                        | 602   |
| 3  | Доминик Дропси    | 1972—1989    | «Валансьен», «Страсбур», «Бордо»                                | 596   |
| 4  | Доминик Барателли | 1967—1985    | «Аяччо», «Ницца», «Пари Сен-Жермен»                             | 593   |
| 5  | Ален Жиресс       | 1970—1988    | «Бордо», «Олимпик Марсель»                                      | 586   |
| 6  | Сильвен Кастендек | 1982—2001    | «Мец», «Сент-Этьен», «Тулуза»                                   | 577   |
| 7  | Патрик Баттистон  | 1973—1991    | «Мец», «Сент-Этьен», «Бордо», «Монако»                          | 558   |
| 8  | Стив Манданда     | 2007 — н. в. | «Олимпик Марсель», «Ренн»                                       | 554   |
| 9  | Жаки Нови         | 1964—1980    | «Ним Олимпик», «Олимпик Марсель», «Пари Сен-Жермен», «Страсбур» | 545   |
| 10 | Роже Марш         | 1944—1962    | «Реймс», «Расинг»                                               | 542   |

Рекордсмены по количеству голов, забитых в Лиге 1.
|    | Игрок            | Период    | Клуб                                                          | Голы | Матчи | В ср. |
| -- | ---------------- | --------- | ------------------------------------------------------------- | ---- | ----- | ----- |
| 1  | Делио Оннис      | 1971—1986 | «Реймс», «Монако», «Тур», «Тулон»                             | 299  | 449   | 0,67  |
| 2  | Бернар Лякомб    | 1969—1987 | «Олимпик Лион», «Сент-Этьен», «Бордо»                         | 255  | 497   | 0,51  |
| 3  | Эрве Ревелли     | 1965—1978 | «Сент-Этьен», «Ницца»                                         | 216  | 389   | 0,56  |
| 4  | Роже Куртуа      | 1932—1956 | «Сошо», «Труа»                                                | 210  | 288   | 0,73  |
| 5  | Таде Сизовски    | 1947—1961 | «Мец», «Расинг», «Валансьен»                                  | 206  | 286   | 0,72  |
| 6  | Роже Пьянтони    | 1950—1966 | «Нанси 1901», «Реймс», «Ницца»                                | 203  | 394   | 0,52  |
| 7  | Килиан Мбаппе    | 2015—2024 | «Монако», «Пари Сен-Жермен»                                   | 191  | 246   | 0,78  |
| 8  | Жозеф Уйлаки     | 1947—1964 | «Стад Франсе», «Сет», «Ним Олимпик», «Ницца», «Расинг», «Мец» | 190  | 438   | 0,43  |
| 9  | Флёри Ди Налло   | 1960—1975 | «Олимпик Лион», «Ред Стар»                                    | 187  | 425   | 0,44  |
| 10 | Карлос Бьянки    | 1973—1980 | «Реймс», «Пари Сен-Жермен», «Страсбур»                        | 179  | 220   | 0,81  |
| 10 | Гуннар Андерссон | 1950—1960 | «Олимпик Марсель», «Бордо»                                    | 179  | 234   | 0,76  |
| 12 | Хасан Акесби     | 1955—1964 | «Ним Олимпик», «Реймс», «Монако»                              | 173  | 293   | 0,59  |